# IBeacon
iBeacon（アイビーコン）は、Bluetooth Low Energy ビーコンの一種で、Appleの商標であり、iOS 7以降で搭載された低電力、低コストの通信プロトコル、またはその技術を指す。Appleが2013年のWWDCにて発表した。屋内測位システム等に利用できる。iBeacon機能を搭載したアプリはバックグラウンドで待機し、別途設置されたiBeacon発信機に近接したときに自動的に何らかのアクションを励起するといった動作となる。

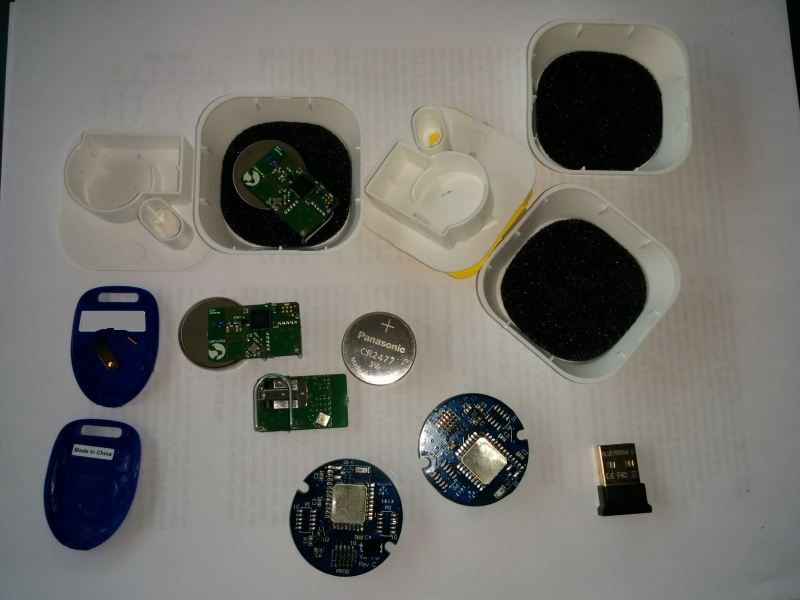
さまざまな形状のiBeacon発信機。

代表的な応用例はスマートフォンが自分の位置情報を得るもので、iBeaconの信号により、スマートフォンのソフトウェアは店舗などの相対的な位置を知ることができる。店舗に設置することで自動的な来店ポイントの付与、クーポンアプリの起動、決済などに利用できる。GPSベースの技術に似ているが、こちらの方が電力消費が大幅に少なく、精度も高い。
iBeaconはスマートフォン等の受信機に対する一方向の送信機であり、ビーコンに反応するために特定のアプリを必要とする点において、他の位置情報技術とは異なる。
iBeaconという語自体はAppleの商標だが、技術的には Bluetooth Low Energy (BLE) を利用している。
iBeaconと互換性のある発信機には、コイン型デバイス、USBスティック、一般的なBluetooth 4.0対応のUSBドングル等、さまざまな形状のものが存在する。

## 機能
iBeaconの展開は、固有の識別コードを持った1つ以上のiBeaconデバイスから構成される。iBeacon自体は通知を受信デバイスにプッシュしないが、モバイルソフトウェアはiBeaconデバイスから受信した信号を利用して独自のプッシュ通知を送信できる。
リージョンの監視により、アプリがバックグラウンドで実行されている場合や端末がロックされている場合でもリージョンに入ったことに反応する機会を与える小さなウィンドウを表示することができる。なお、一度にモニタリングするリージョンは20までに制限されている。
iBeaconは送信機と送信機の距離を概算することができ、以下の3つに分類される:
- Immediate: 数センチメートル
- Near: 数メートル
- Far: 10メートル以上

ビーコンとの距離に応じて、上記3つの範囲のそれぞれで異なる反応を受け取ることができる。
iBeaconの信号が届く距離は、場所や配置、障害物、およびデバイスの保管方法によって異なるが、標準的なビーコンでは約70メートル、長距離ビーコンの場合は最大450メートルである。
iBeaconには事前に送信レート、送信電力(TxPower)、Major値、Minor値、Measured Powerが定義されており、いくつかは開発者によって変更可能である。送信レートと送信電力はバッテリーの持続時間に影響を与える。Major値とMinor値は、特定のiBeaconに接続したり、同時に複数のiBeaconに接続したりする場合に使用できる値である。例えば、会場内に設置する複数のiBeaconは、同じUUIDを持ち、Major値とMinor値によって会場内の位置をセグメント化することができる。